# Rede Brouwershaven
De Rede Brouwershaven is een betonde vaargeul in het Grevelingenmeer in de provincie Zeeland. Het vaarwater is ongeveer 3¾ km lang en loopt vanaf de splitsing met de vaargeul Geul van Bommenede tot noord van jachthaven Den Osse, waar de Rede Brouwershaven aansluit op vaargeulen Grevelingen en de westkant van de Geul van Bommenede. De vaarweg gaat tussen de eilanden Stampersplaat en Dwars in den Weg door.
De Rede Brouwershaven is te gebruiken voor schepen tot en met CEMT-klasse Va. Deze vaarweg plus het oostelijk deel van de Geul van Bommenede geeft een kortere oost-west route dan de hele Grevelingen volgen.
Het water is zoals het hele Grevelingenmeer zout en heeft geen getij.
De Rede Brouwershaven is onderdeel van het Natura 2000-gebied Grevelingen.